# Síndrome de Kótov
En escacs, la síndrome de Kótov és un fenomen descrit per primer cop al llibre d'Aleksandr Kótov Penseu com un Gran Mestre (1971). La síndrome succeeix quan un jugador pensa durant molt de temps en una situació complicada, però no troba una solució clara. El jugador llavors s'adona que li queda poc temps, i ràpidament fa un moviment, sovint un de dolent que no ha analitzat o que ha analitzat poc, i que li fa perdre la partida. Un cop descrita, molts jugadors varen reconèixer-la com a quelcom molt comú. Evidentment aquesta síndrome és només freqüent en humans i no en motors d'escacs.
El terme, en anglès, (Kotov Syndrome) és el títol d'una cançó de l'àlbum Appeal to Reason (7 d'octubre de 2008) de la banda de punk rock Rise Against.